# リュドヴィク・アローム
リュドヴィク・アローム（Ludovic Alleaume、1859年3月24日 -  1941年1月14日）はフランスの画家、版画家である。

## 略歴
メーヌ＝エ＝ロワール県のアンジェで生まれた。父親は特許に関する著作のある著述家である。アンジェの美術学校( l'école régionale des beaux-arts d'Angers)で学んだ後、パリに移り、エコール・デ・ボザールでエルネスト・エベールやリュック＝オリヴィエ・メルソンに学んだ。
1883年から1938年の間、フランス芸術家展（Salon des Artistes Français）に出展した。1888年から1890年の間、パレスチナに滞在し「オリエンタリズム」を題材にした絵画も描いた。版画家としては1894年から版画家協会(Société des Peintres-Lithographes)の展覧会に出展した。1927年にレジオンドヌール勲章（シュバリエ）を受勲した 。
1934年にフランス芸術家協会の副会長に選ばれた。
"ル・モンド・イリュストレ"や"Revue de Bretagne"、"Revue de l’Anjou"といった新聞雑誌の挿絵も描いた。
兄のオーギュスト・アローム(Auguste Alleaume :1854-1940)はステンドグラス作家として工房を開いており、マイエンヌ県のクラオン(Craon) など各地の教会のステンドグラスのデザインもした。

## 作品

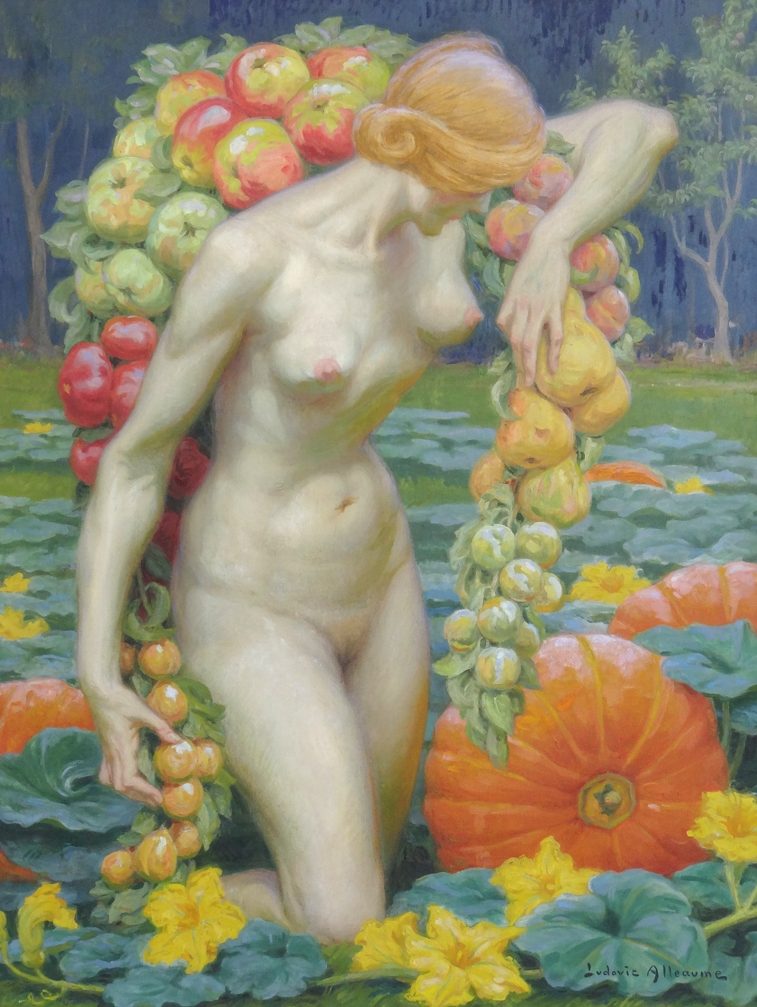
失われた庭園
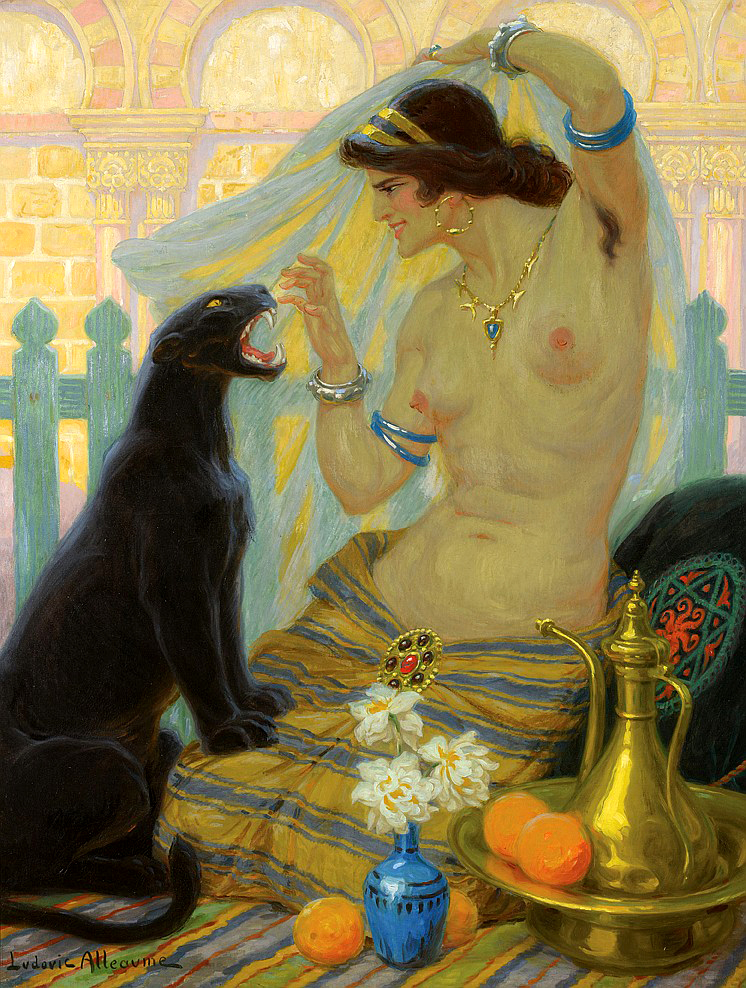
豹を飼うオリエンタルの女
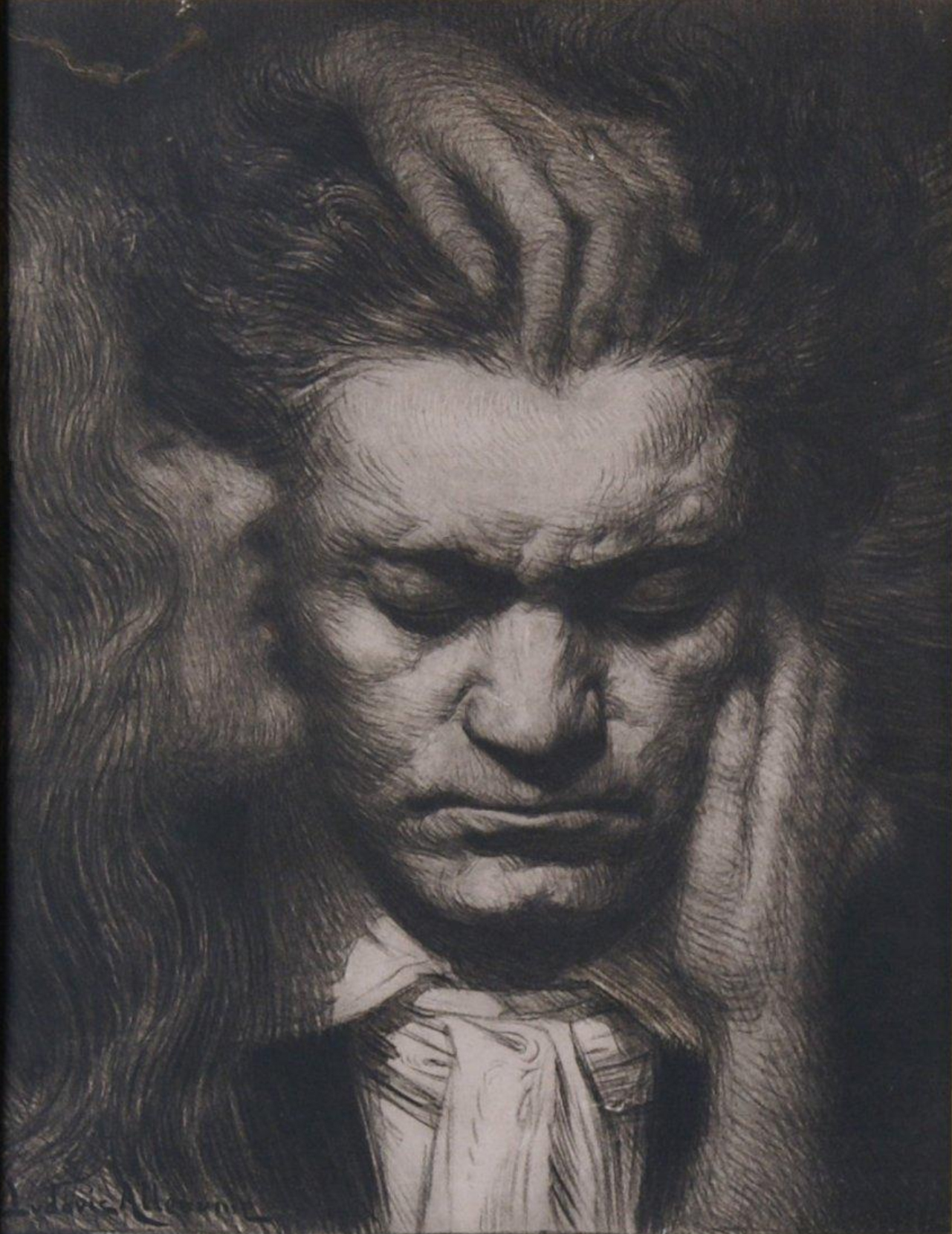
ベートーヴェン(版画)
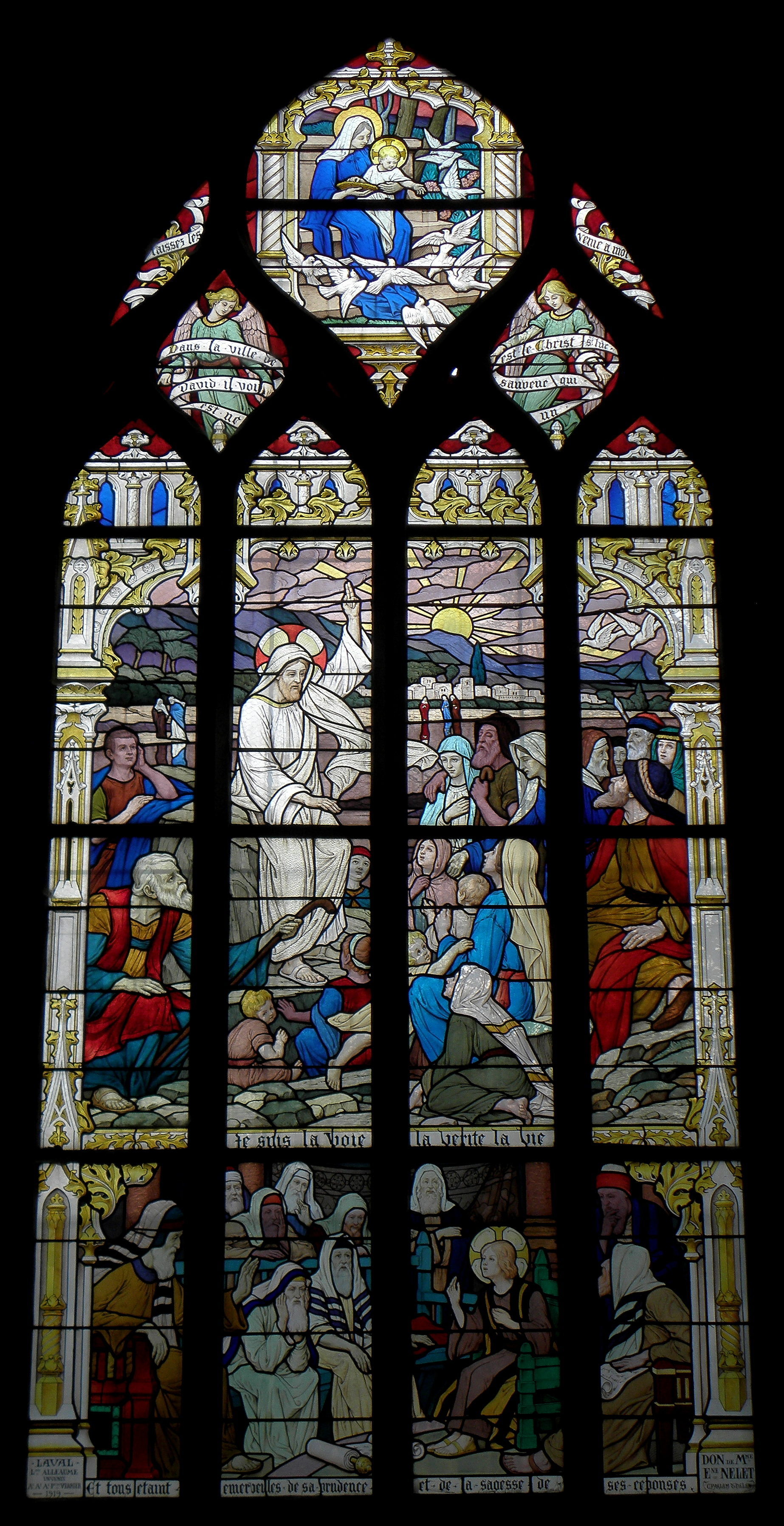
ステンドグラス

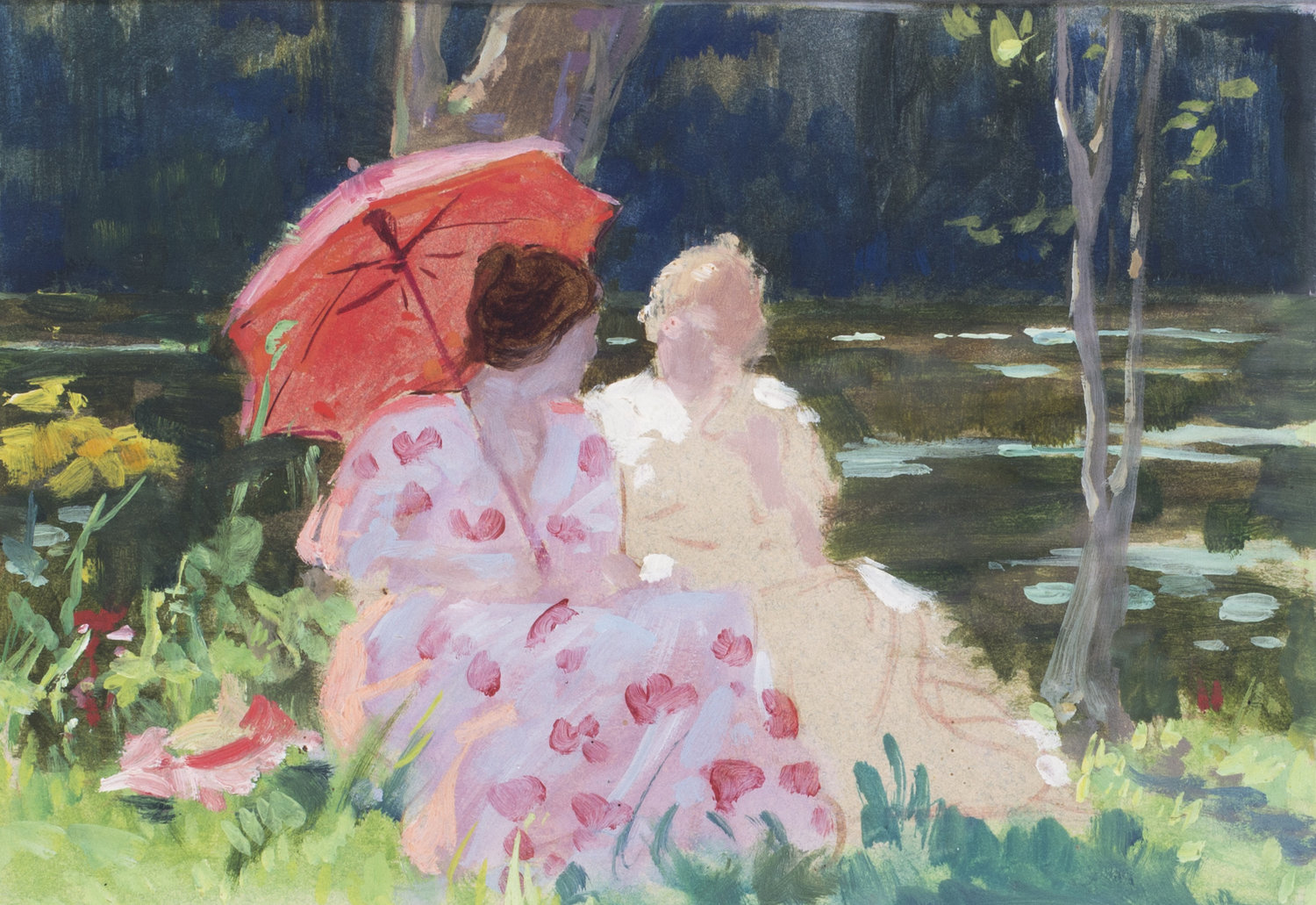
入浴の後 (c.1900)
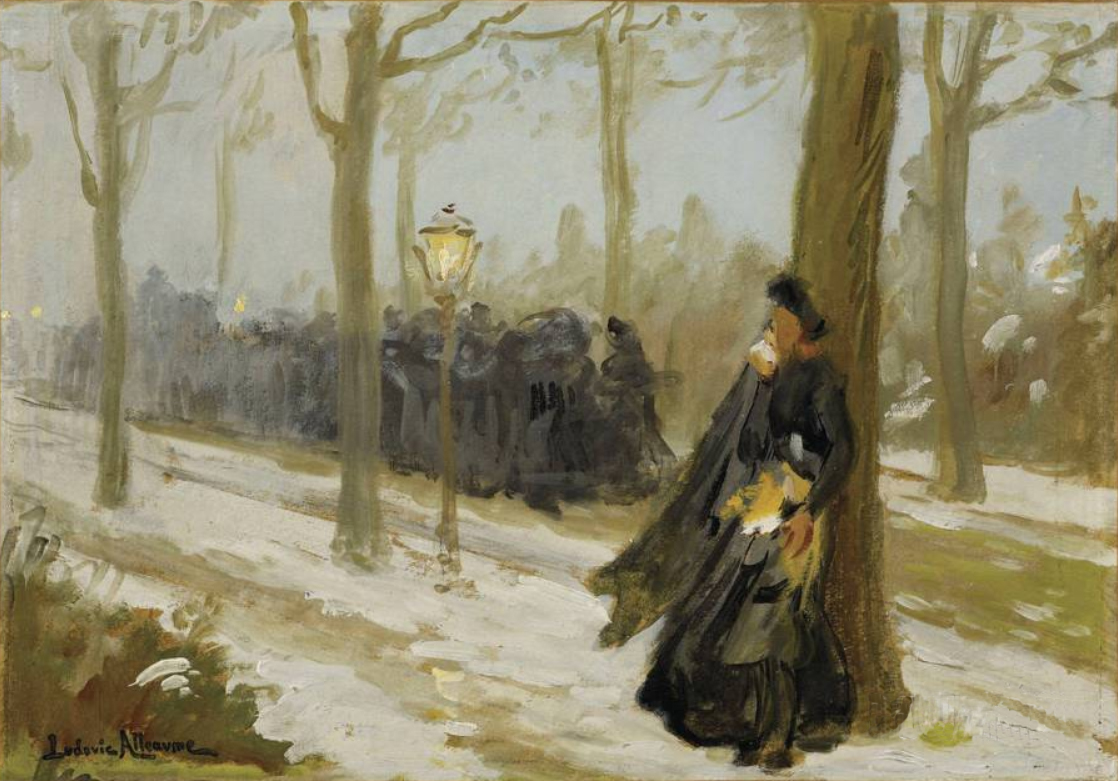
会葬者　(c.1920)
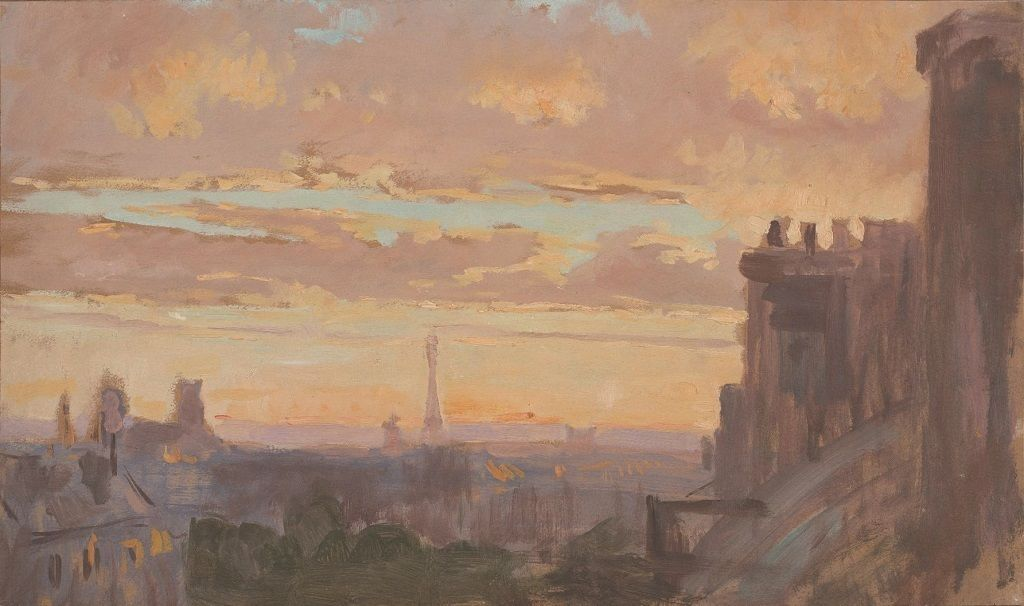
パリの空